# Sắt(III) thiocyanat
Sắt(III) thiocyanat là một hợp chất hóa học vô cơ có công thức Fe(SCN)3. Hợp chất khan có dạng tinh thể màu tím, trihydrat Fe(SCN)3·3H2O có màu đỏ máu. Cả hai chất đều tan được trong nước.

## Phức chất sắt(III)
Sáu phức chất có độ xoáy cao sau đây có mặt trong dung dịch nước:
- {\displaystyle \!\ \mathrm {[Fe(SCN)(H_{2}O)_{5}]^{2+}} }
- {\displaystyle \!\ \mathrm {[Fe(SCN)_{2}(H_{2}O)_{4}]^{+}} }
- {\displaystyle \!\ \mathrm {[Fe(SCN)_{3}(H_{2}O)_{3}]} }
- {\displaystyle \!\ \mathrm {[Fe(SCN)_{4}(H_{2}O)_{2}]^{-}} }
- {\displaystyle \!\ \mathrm {[Fe(SCN)_{5}(H_{2}O)]^{2-}} }
- {\displaystyle \!\ \mathrm {[Fe(SCN)_{6}]^{3-}} } (lục đậm ở thể rắn, đỏ đậm trong dung dịch)[2]

Các phức hợp bát diện phổ biến nhất có màu đỏ máu do đặc tính truyền điện tích của chúng, đó là lý do tại sao chúng còn được gọi là phức chất chuyển điện tích. Do màu sắc cực đậm của chúng, chúng được sử dụng trong hóa phân tích.
Cấu hình electron d5 có độ xoáy cao không cung cấp bất kỳ năng lượng ổn định phối tử nào, đó là lý do tại sao không có phức nào được ưa thích miễn là các ảnh hưởng khác không thay đổi. Điều này giải thích sự đa dạng của hóa học lập thể của sắt(III).

## Điều chế
Sắt(III) thiocyanat thu được từ phản ứng của sắt(III) sunfat với bari thiocyanat. Phản ứng tạo kết tủa bari sunfat. Fe(SCN)3 vẫn còn trong dung dịch.
{\displaystyle \mathrm {Fe_{2}(SO_{4})_{3}\ +\ 3Ba(SCN)_{2}\rightarrow \ 2Fe(SCN)_{3}\ +\ 3BaSO_{4}\downarrow } }

## Sử dụng phân tích

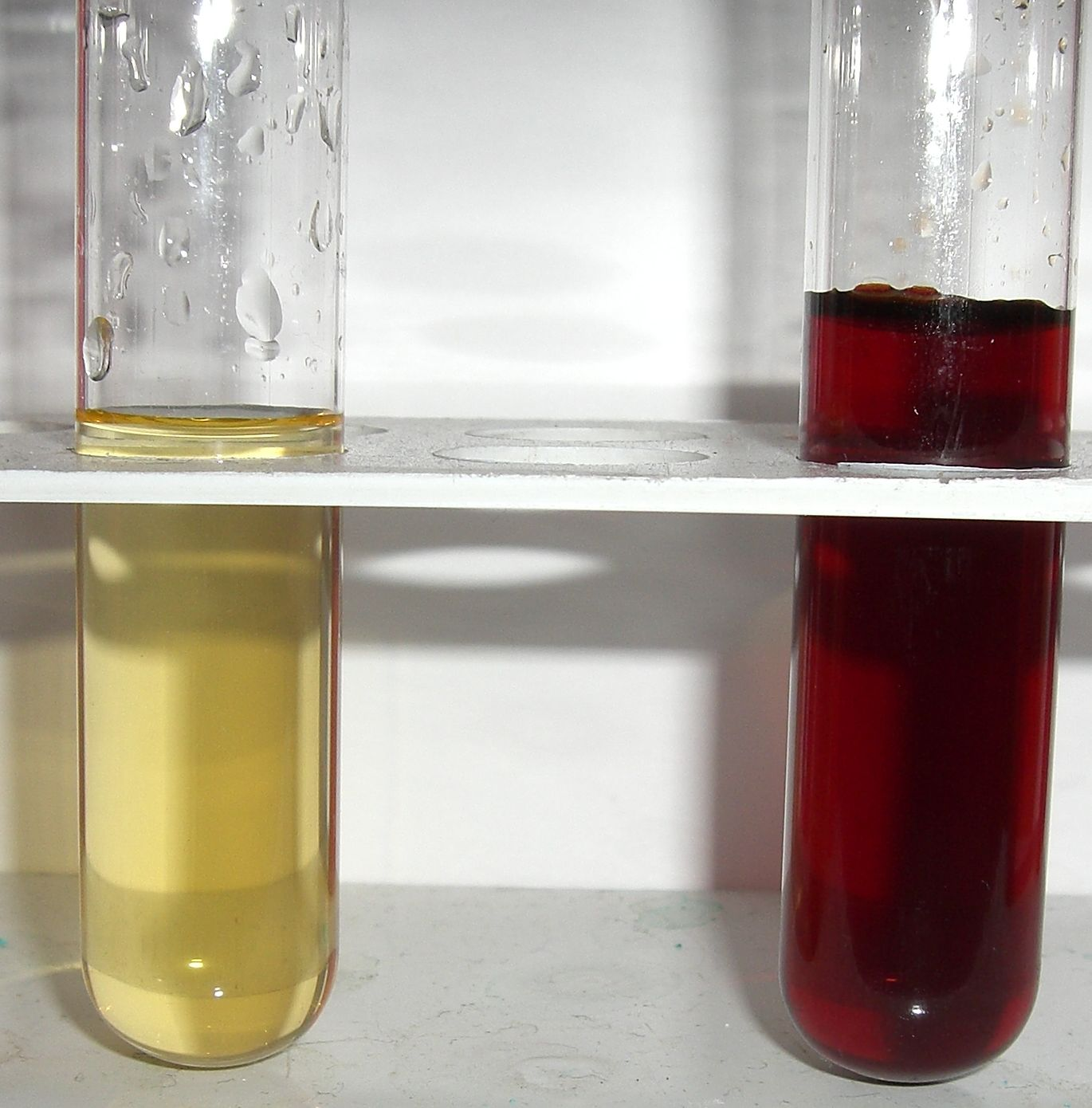
Dung dịch sắt(III) chloride và sắt(III) thiocyanat

Những phức chất này được sử dụng trong hóa phân tích để phát hiện các ion sắt(III). Nếu dung dịch chứa các ion sắt(III), SCN− ion (ví dụ: bằng cách thêm kali thiocyanat), màu đỏ máu lập tức xuất hiện. Các ion sắt(III) hiện có sẵn dưới dạng phức sắt(III).
Để đảm bảo rằng nó thực sự là các ion sắt(III), các ion fluoride được thêm vào từng giọt và làm mất màu dung dịch. Ion SCN− đã tác dụng với ion F−. Kết quả phức [FeF5(H2O)]2− ổn định, không màu. Các ion oxalat cũng có thể khử màu dung dịch Fe(SCN)3 bằng cách tạo phức (màu vàng lục) [Fe(C2O4)3]3−.